# Josef Kentenich
Josef Kentenich (ur. 16 listopada 1885 w Gymnich koło Kolonii, zm. 15 września 1968 w Schönstatt) – duchowny Kościoła katolickiego, do 1965 roku pallotyn, potem inkardynowany do diecezji Münster, założyciel Międzynarodowego Ruchu Szensztackiego (od miejsca założenia Schönstatt w Niemczech). Sługa Boży. Proces beatyfikacyjny, otwarty w 1975 r., został wstrzymany w maju 2022 r.

## Życie i dzieło

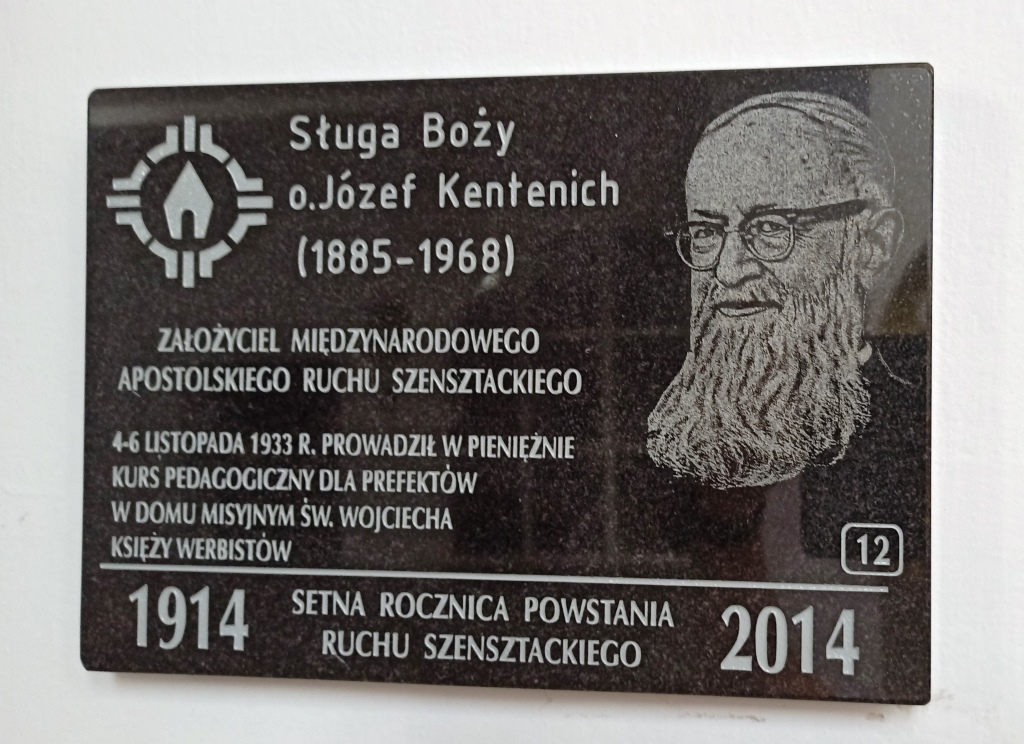
Tablica pamiątkowa w kościele księży werbistów w Pieniężnie

Po ukończeniu gimnazjum wstąpił w 1904 roku do pallotynów, a w 1910 przyjął święcenia kapłańskie. Na początku pracował jako nauczyciel, a następnie wychowawca w niższym seminarium duchownym pallotynów w Vallendar – Szensztat. Na podstawie zdobytych doświadczeń i obserwacji postanowił udoskonalić obowiązujące wówczas metody wychowawcze. Duchową odnowę postanowił powierzyć Matce Bożej – tak jak to praktykował św. Wincenty Pallotti, dlatego w dniu 18 października 1914 powierzył się wraz z klerykami jej opiece, zawierając tzw. Przymierze Miłości. Z perspektywy czasu to wydarzenie określono mianem – „kamienia milowego” w historii Szensztat. Kapliczka stała się od tej chwili sanktuarium Matki Bożej Trzykroć Przedziwnej i Zwycięskiej Królowej z Schönstatt.
To był początek i fundament Dzieła Szensztackiego. Od 1919 r. Kentenich zajmował się już tylko wyłącznie szerzeniem idei ruchu i głoszeniem rekolekcji.
W kolejnych latach Ruch rozszerzał się w nowych środowiskach – księży, sióstr, rodzin, mężczyzn, kobiet i młodzieży. Szensztat stał się punktem wyjściowym dla ruchu odnowy religijno-moralnej, a kaplica miejscem pielgrzymkowym, w którym wielu ludzi odkrywało i odkrywa w Maryi Matkę i Wychowawczynię. Pedagogika Ruchu opiera się na 3 fundamentach: zadomowienia, wewnętrznej przemiany i skutecznego apostolstwa.

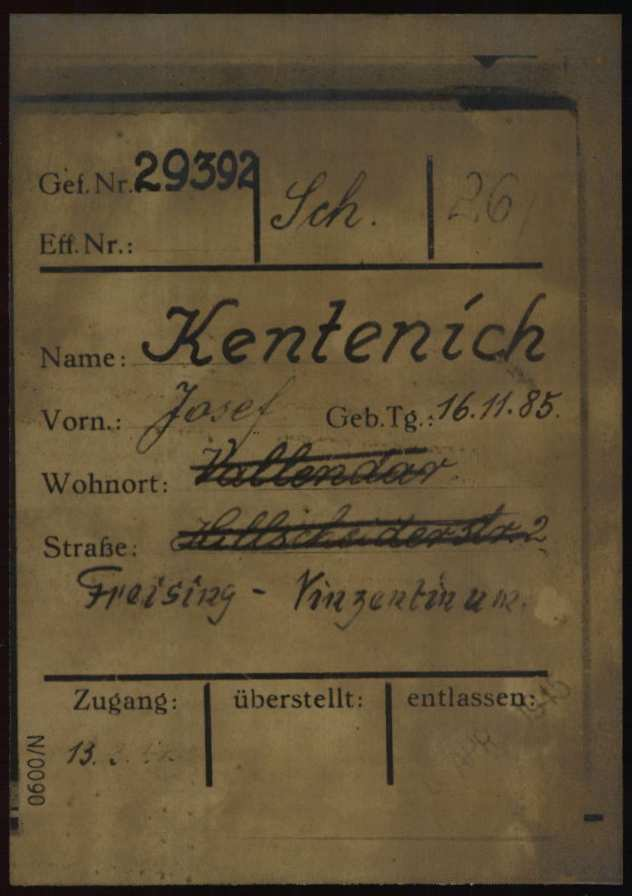
Karta rejestracyjna Josefa Kentenicha jako więźnia w niemieckim nazistowskim obozie koncentracyjnym w Dachau

Prześladowania prowadzone przez niemieckich narodowych socjalistów dotknęły także przedstawicieli Ruchu, w tym Kentenicha. Od 20 września 1941 do 11 marca 1942 był więziony w więzieniu Gestapo w Koblencji, a od 13 marca 1942 do 6 kwietnia 1945 roku w obozie koncentracyjnym w Dachau.
Po wojnie, w latach 1952–1965, z postanowienia Stolicy Apostolskiej (po przeprowadzonej wizytacji Dzieła) – został odseparowany od Dzieła (szczególnie od Wspólnoty Sióstr Szensztackich), bez prawa kontaktu z przedstawicielami Ruchu.
W 1964 roku Ruch został odłączony od pallotynów.
Po zakończeniu Soboru Watykańskiego II Kentenich został przyjęty na audiencji przez papieża Pawła VI, który jemu i jego Dziełu udzielił swej aprobaty. W dniu 24 grudnia 1965 roku wrócił do Schönstatt.
W niedzielę 15 września 1968, w święto Matki Bożej Bolesnej, bezpośrednio po odprawieniu mszy św. zmarł. 10 lutego 1975 został otwarty proces beatyfikacyjny o. Józefa Kentenicha. Do dziś wielu ludzi odwiedza co roku miejsce jego spoczynku w kościele Trójcy Świętej na Górze Szensztat.
Do Polski męską gałąź Ruchu Szensztackiego przeszczepili ojcowie – Przemysław Lutyński i Henryk Szymański.

## Zarzuty molestowania
Według publikacji Alexandry von Teuffenbach właściwym powodem odseparowania Kentenicha od Sióstr Maryi – wspólnoty, w której zajmował pozycję Ojca – był szereg nadużyć w stosunku do niektórych członkiń wspólnoty. Autorka sugeruje, że przynajmniej w jednym przypadku można mówić o nadużyciu natury seksualnej. W większej części mowa jednak o nadużyciach autorytetu.
10 marca 2021 biskup Trewiru Stephan Ackermann poinformował, że istnieją jeszcze kolejne zarzuty molestowania seksualnego z czasów odseparowania Kentenicha w Milwaukee (USA). Kentenich miał się dopuścić molestowania seksualnego na nieletnim obywatelu amerykańskim w okresie 1958-1962. Sprawa została zbadana jeszcze przez kościelny sąd w archidiecezji Milwaukee w 1994 – wtedy nie znaleziono wystarczających powodów, by się nią dalej zajmować. W kontekście nowych doniesień biskup Ackermann postanowił dokładniej przyjrzeć się sprawie – sugerując, że jeżeli będzie to konieczne – zostanie ona ponownie przedłożona sądowi kościelnemu do rozpatrzenia.

## Świadectwa innych o Kentenichu
| Biskup Münster Heinrich Tenhumberg w swoim „Testamencie” 1979: „Wiele w moim duchowym i kapłańskim życiu zawdzięczam Ojcu Józefowi Kentenichowi. Bez niego i pomocy w wierze, jakiej doświadczyłem w Rodzinie Szensztackiej, nie zostałbym w ogóle kapłanem...”. |
| Biskup Antonio P. Misiora z Brazylii, 20.10.1982: „Życie Ojca Kentenicha otwiera nową historię dla Kościoła ... dla uświęcenia dzisiejszego świata ... Ojciec Kentenich wyróżniał się przez wierność Kościołowi i wewnętrzną miłość do Matki Bożej ... Był bohaterem na wygnaniu i w Dachau...”.                                                                      |
| Kardynał Ottaviani, 24.05.1972: „Ojciec Kentenich uświęcił się dźwigając krzyż. To prawda, że jego Dzieło zyskało wielbicieli i przeżyło triumfy. Ale on nie dbał o triumfy. Troszczył się o jedno – wiedzieć, jak należy nieść krzyż. Przez to dał przykład dobrego chrześcijanina, ... uświęcenia się przez naśladowanie Zbawiciela...”.                            |
| Kardynał Ratzinger, 1982: „Przyszłość Kościoła może i przyjdzie siłą tych, którzy mają głębokie korzenie i żyją czystą pełnią wiary .. Niech Maryja, Matka Kościoła, której zawsze pozwalał się prowadzić, ... przez swego wiernego sługę O. Józefa Kentenicha, otworzy dla wielu drogę do miłości Kościoła, aby nasz lud i kraj wypełniły nowe siły i radość wiary”. |
| Papież Paweł VI, 24.05.1972: „Życie waszego (uwiecznionego) Założyciela O. Józefa Kentenicha można zamknąć w znaczących słowach, które znajdują się na jego grobowcu: Dilexit Ecclesiam – Umiłował Kościół. Te słowa chcemy razem z nim dać wam jako wasz program...”.                                                                                                |
| Papież Jan Paweł II, 28.11.1980 w Rzymie: „W pełnym wdzięczności uznaniu dla duchowego spadku, jaki pozostawił Kościołowi, nazwałem O. Kentenicha w czasie mojej niedawnej wizyty w Fuldzie, jedną z największych postaci kapłańskich najnowszej historii, chcąc w ten szczególny sposób oddać mu cześć...”.                                                          |
| |